# Fiskeriverket
Fiskeriverket var en svensk statlig förvaltningsmyndighet för bevarande och nyttjande av fiskresurserna. Myndigheten hade ett samlat ansvar för miljöfrågor med anknytning till myndighetens verksamhetsområde. Myndigheten skulle inom ramen för detta ansvar vara samlande, stödjande och pådrivande i förhållande till övriga berörda parter. Myndigheten upphörde den 30 juni 2011 varvid verksamheten övertogs av Havs- och vattenmyndigheten samt institutionen för akvatiska resurser vid Sveriges lantbruksuniversitet (SLU). 

## Historik och organisation
Före 1991 var Fiskeriverket samlingsnamnet på Fiskeristyrelsen, som inrättades 1 juli 1948, och de 24 fiskerinämnderna. Den 1 juli 1991 ändrades Fiskeristyrelsens namn till Fiskeriverket i samband med att fiskerinämnderna inordnades under länsstyrelserna.
Myndigheten, som hade sitt huvudkontor i Göteborg, sorterade under Jordbruksdepartementet (Landsbygdsdepartementet från 2011). Verket hade flera lokalkontor: Havsfiskelaboratoriet, Sötvattenslaboratoriet och Kustlaboratoriet.
Fiskeriverkets sista generaldirektör var Björn Risinger som tillträdde i april 2011. Myndigheten avvecklades den 30 juni 2011 och verksamheten delades upp och övertogs av Havs- och vattenmyndigheten (verksamheten reglera fisket), Statens jordbruksverk (verksamheten gynna fiskerinäringen) och Sveriges lantbruksuniversitet (verksamheten forskning om fisk, fiske och akvatiska ekosystem).

### Myndighetschefer

#### Fiskeristyrelsens myndighetschefer (1948–1991)
- Jöran Hult         1948–1975
- Lennart Hannerz    1975–1987
- Kjell A. Mattsson     1987–1989
- Per Wramner        1989–1991 (1998)

#### Fiskeriverkets myndighetschefer (1991–2011)
- Per Wramner        (1989) 1991–1998
- Karl Olov Öster    1998–2004
- Axel Wenblad       2005–2011
- Björn Risinger     2011

## Verksamhet
Fiskeriverket skulle bland annat verka för ett rikt och varierat fiskbestånd, en ekologiskt hållbar förvaltning av fiskresurserna samt ett ekologiskt hållbart och miljöanpassat fiske och vattenbruk. I arbetet ingick kalkning av försurade vattendrag och fiskevård.
Fiskeristyrelsen fick vid sitt bildande också hand om det hydrografiska arbete som tidigare ombesörjts av Svenska hydrografisk-biologiska kommissionen. Hydrografin övertogs av Sveriges meteorologiska och hydrologiska institut (SMHI) 1985.

### Fiskeripolitik
Fiskeriverket hade en komplex uppgift då det skulle utveckla fiskerinäringen samtidigt som det skulle värna om fiskbestånden. Denna problematik kan illustreras av att Fiskeriverket skulle arbeta efter Europeiska unionens gemensamma fiskeripolitik samtidigt som det skulle arbeta med fiskevård.
De övergripande målen för EU:s gemensamma fiskeripolitik var att:
- höja produktiviteten,
- tillförsäkra utövarna en skälig levnadsstandard,
- stabilisera marknaden,
- trygga försörjningen samt
- tillförsäkra konsumenterna tillgång till varor till skäliga priser.

I de övergripande politiska målen nämns inte fiskevård vilket också var en av Fiskeriverkets uppgifter: ”Målet med denna verksamhet är en förbättrad fiskevård. Insatser för bevarande av hotade arter och stammar, biotopåtgärder, bildande av fiskevårdsområden och fisketillsyn skall prioriteras.”
Torsken var en fiskart som kom i kläm mellan dessa verksamheter.

## Fiskeriverkets författningssamling
Fiskeriverkets författningssamling (FIFS) är en samling föreskrifter som Fiskeriverket givit ut. Delar av den ingår i Havs- och vattenmyndighetens författningssamling (HVMFS).